# Sankt Ursula (Wien)

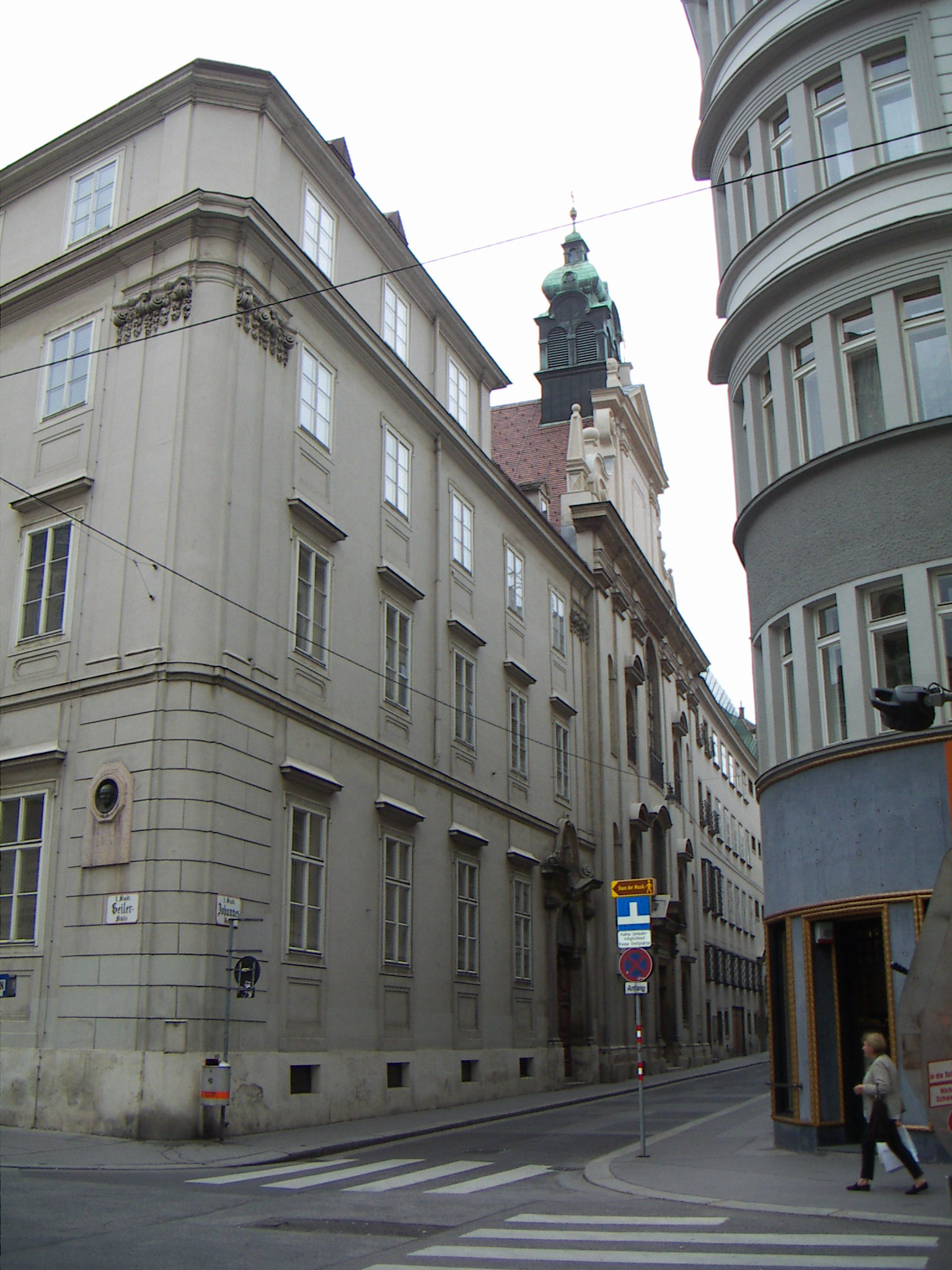
Kloster Sankt Ursula und Kirchenfassade in der Wiener Johannesgasse

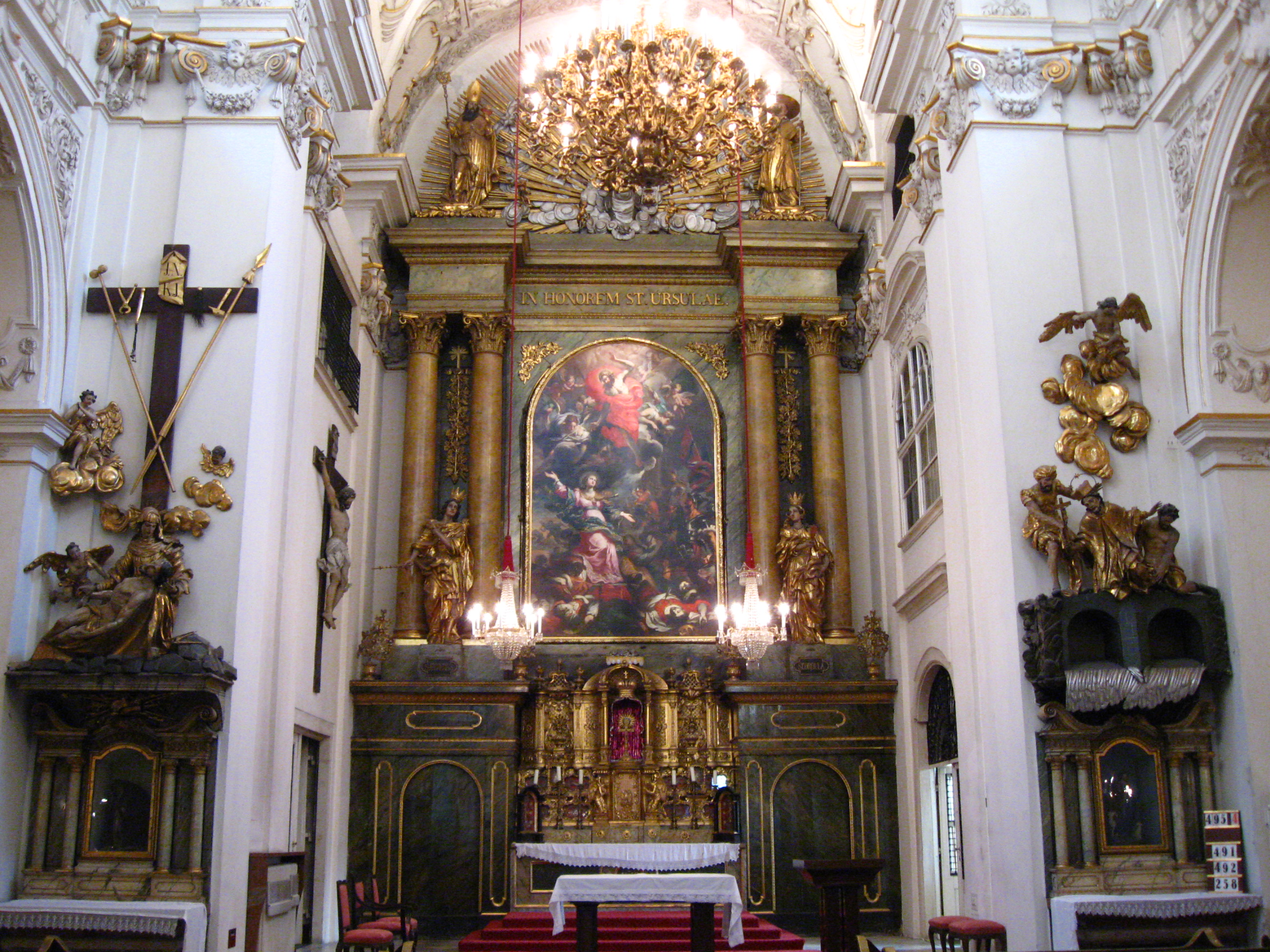
Innenraum der Hochschulkirche St. Ursula

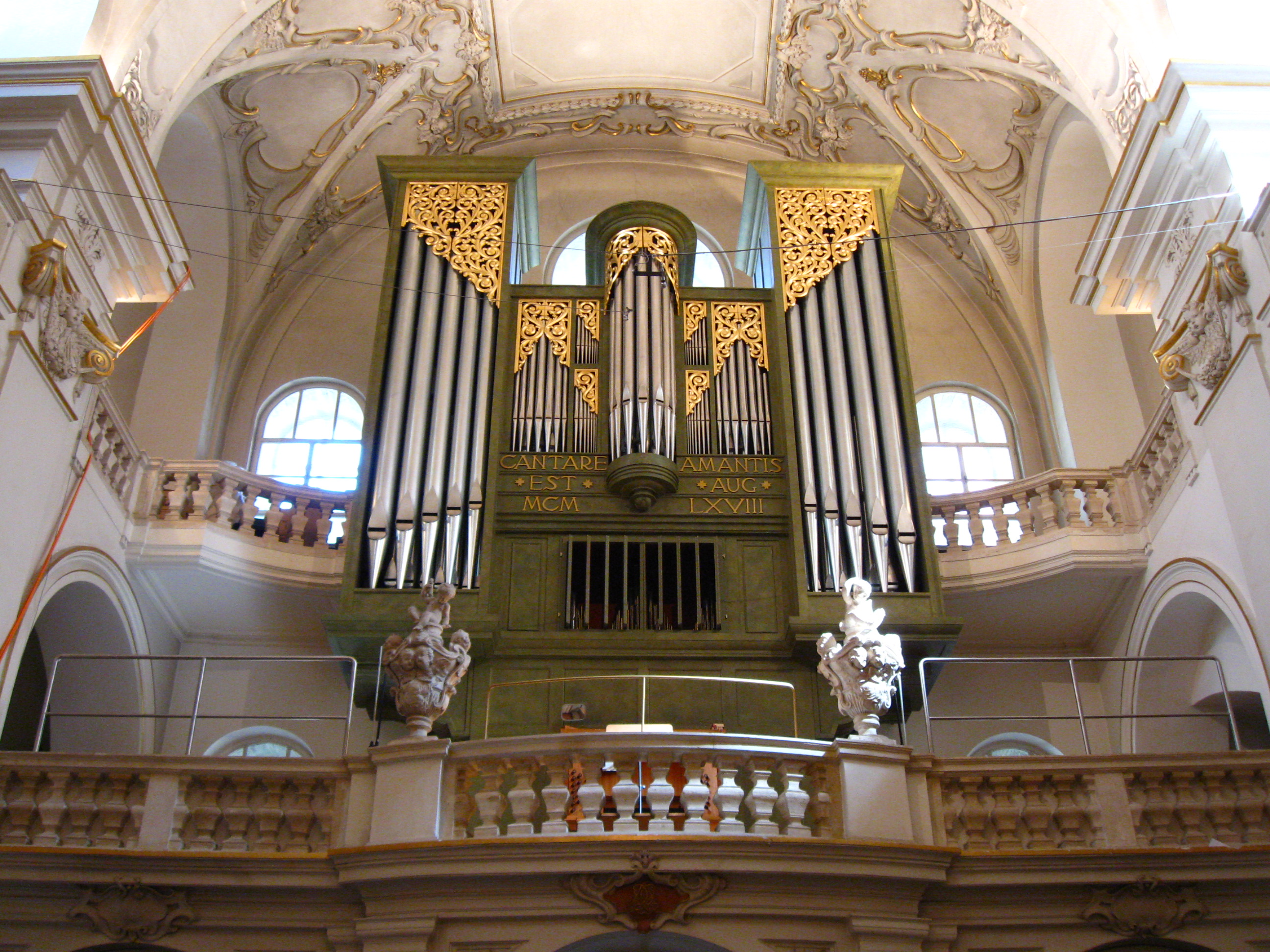
Hradetzky-Orgel in St. Ursula

Die St.-Ursula-Kirche ist eine römisch-katholische Kirche an der Seilerstätte 26 im 1. Wiener Gemeindebezirk Innere Stadt.

## Geschichte
In den Jahren 1666 bis 1745 wurde eine mehrhöfige Klosteranlage unter der Leitung des italienischen Baumeisters Anton Erhard Martinelli für den Orden der Ursulinen errichtet. Der Frauenorden war im Jahre 1660 nach einer Einladung von Kaiserin Eleonore nach Wien gekommen und hatte mit seinem Eintreffen eine Schule eröffnet. Diese wurde vom Zeitpunkt der Fertigstellung des Klosters bis 1960 geführt und dann in den Ortsteil Mauer in Wien-Liesing verlegt.
Der italienische Komponist Carlo Agostino Badia (1672–1738) arbeitete eng mit dem Kloster zusammen und komponierte viele Werke. Am 21. Oktober 1694, am Festtag der Heiligen, wurde sein Oratorio di Sant’Orsola uraufgeführt. Dieses Werk geriet lange in Vergessenheit und wurde im Oktober 2021 im Kloster Mariastein wieder gespielt.
Klemens Maria Hofbauer kam 1808 nach Wien und diente als Seelsorger zunächst in der Minoritenkirche und anschließend als Kaplan und Rektor der Ursulinen in der St.-Ursula-Kirche. Ihm wurde später außerhalb eine Gedenktafel gewidmet.
Von 1963 bis 1968 wurde die Klosteranlage für die Nutzung durch die Universität für Musik und darstellende Kunst Wien umgebaut.

## Kirche
Die Ursulinenkirche im Stile des Barock verfügt über eine reiche Stuckausstattung. Der Innenraum der Kirche ist von italienischen Jesuitenkirchen beeinflusst. Das Hochaltarbild stellt den Tod der heiligen Ursula dar und stammt von Johann Spillenberger (1628–1679), ist aber möglicherweise eine Kopie des tschechischen Malers Johann Franz Greippel (1720–1798). Auch die Nebenaltäre tragen Malerei zwischen Barock und Klassizismus. Bemerkenswert ist eine Heilig-Grab-Kapelle mit einer Grablegungsgruppe.
Die Kirche wurde 1968 mit dem Einbau einer neuen Orgel als Konzertkirche ausgestattet.
Die Kirche wird vom Institut für Orgel, Orgelforschung und Kirchenmusik an der Universität für Musik und darstellende Kunst Wien als Übungs- und Aufführungsraum genutzt. In diesem Zusammenhang werden die Gottesdienste vom Chor der Studienrichtung Kirchenmusik sowie Studenten und Lehrern des Institutes begleitet. Daneben finden in der Kirche auch Orgelkonzerte statt.

## Orgel
Die im Jahre 1820 von Friedrich Deutschmann (1757–1829) erbaute Orgel wurde im Jahre 1963 in die Filialkirche hl. Laurenz in Katzelsdorf an der Leitha übertragen. Die neue Orgel wurde 1968 von der Kremser Orgelbaufirma Gregor Hradetzky errichtet und verfügt über 28 Register auf zwei Manualen und Pedal. Für Disposition und Bau der Orgel war Gregors Sohn Gerhard verantwortlich, die Intonation der Pfeifen besorgte Oswald Wagner.
Disposition:
| I. Hauptwerk C–g3 |       |
| Quintadena        | 16′   |
| Principal         | 8′    |
| Rohrflöte         | 8′    |
| Octave            | 4′    |
| Spitzflöte        | 4′    |
| Superoctave       | 2′    |
| Waldflöte         | 2′    |
| Sesquialtera II   | 2 ⁄3′ |
| Mixtur V–VI       | 1 ⁄3′ |
| Trompete          | 8′    |

| II. Brustwerk C–g3 |       |
| Gedeckt            | 8′    |
| Spitzgambe         | 8′    |
| Principal          | 4′    |
| Rohrflöte          | 4′    |
| Octave             | 2′    |
| Quint              | 1 ⁄3′ |
| Scharf IV          | 2⁄3′  |
| Krummhorn          | 8′    |
| Tremulant          |       |

| Pedal C–f1       |       |
| Principal        | 16′   |
| Subbass          | 16′   |
| Octave           | 8′    |
| Gedeckt          | 8′    |
| Choralbass       | 4′    |
| Rauschpfeifer IV | 2 ⁄3′ |
| Nachthorn        | 2′    |
| Fagott           | 16′   |
| Trompete         | 8′    |
| Schalmei         | 4′    |

- Windladen: Schleifladen
- Spiel- und Registertraktur mechanisch
- Koppeln:  II/I, I/P, II/P; Schweller / Brustwerk

## Uraufführungen
- 2002: Das Staunen des Ezechiel. Kirchenoper von Wolfgang Sauseng.
- 2010: Messe. Lateinisches Ordinarium vom Josef Sagmeister.
- 2010: Ruut. Kirchenoper in 7 Bildern von Florian Maierl.
- 2010: En Arche(i). Vier Anrufungen für Chor und Instrumente (Flöte, Klarinette, 2 Bassklarinetten, 3 Posaunen, 2 Kontrabässe, Schlagzeug) von Michael Radulescu.